# Gioco di comitato
Un gioco di comitato è un gioco di società in cui i partecipanti assumono il ruolo di membri di un concilio o altra riunione che devono dibattere un argomento raggiungendo una decisione. Per esempio potrebbero interpretare un gruppo di diplomatici che discutono le condizioni di pace, i membri di una giuria che devono concordare un verdetto o un gabinetto di guerra che discute la strategia da adottare.
I giochi di comitato rappresentano una specifica forma di giochi di ruolo che presenta le seguenti caratteristiche: ogni partecipante si cala in un personaggio che cerca di raggiungere un obiettivo segreto e personale (differente da quello degli altri giocatori). I giochi di comitato sono in genere privi di regole complesse, di un'autorità centrale (come potrebbe essere un Master) e di elementi casuali (quali il lancio di dadi), lasciando al dibattito tra i giocatori la risoluzione della situazione.

## Origine
Il gioco di comitato deriva dalle simulazioni svolte da diversi decenni in aziende e scuole a scopo didattico, per esempio John L. Taylor e Rex Walford descrivono in I giochi di simulazione per l'apprendimento e l'addestramento (1979) una simulazione del Congresso di Vienna in cui i partecipanti devono prima interpretare la parte dei diplomatici e poi commentare i risultati della sessione. Lo scopo è però didattico e non ludico, la simulazione enfatizza i dati storici e prevede l'intervento di una trentina di allievi e una preparazione di diverse ore di lezione.
Il formato di questi giochi viene codificato da Paddy Griffith, insegnante alla Reale accademia militare di Sandhurst, nel volume How to Play Historical War Council Games (1991) che descrive simulazioni molto semplici messe a punto dall'autore durante la sua attività di addestramento, da lui battezzate committee games. Tra i giochi descritti nel volume ci sono Chinese Committee 1927 (otto membri del Partito Comunista Cinese devono scegliere un motto per la rivoluzione tra otto possibili scelte), Sidi Ferruch! (l'alto comando francese deve pianificare gli stadi di colonizzazione dell'Algeria, con una nuova sessione per ogni anno dal 1830 in avanti) e Pentagon Committee 1991 (tre diverse agenzie della difesa statunitensi discutono le caratteristiche di una nuova arma).

## Italia
Il libretto vendette poche decine di copie, ma diede origine all'intero filone. In Italia venne portato dal romano Leonardo Tacconi, giocatore di wargame tridimensionale, che lo diffonde tra i suoi compagni di gioco e ribattezza questo tipo di giochi "giochi di comitato" con un perfetto calco del nome inglese.
Tra i conoscenti di Tacconi vi è Nicola Zotti che propone un gioco ancora a sfondo militare, in cui i partecipanti rappresentano i membri di alcune tribù pellerossa, riuniti in consiglio per decidere della guerra contro i bianchi. Il gioco venne utilizzato diverse volte e in seguito presentato al Festival del Gioco di Gradara nel settembre 1992, ma rimane tuttora inedito.
È però Riccardo Affinati ad applicare il modello a nuovi argomenti, svincolandolo dalle ambientazioni militari e utilizzando ambientazioni più legate alla cronaca, rendendo accessibile il gioco a un pubblico più vasto. Il suo primo gioco è Il caso Ustica: i giocatori rappresentano alte cariche dello Stato che devono decidere se togliere o meno il segreto di stato sulla strage di Ustica.
Il secondo gioco è ancora più svincolato da ambientazioni militari: Il sofà del produttore, un gioco per cinque giocatori che interpretano Cecchi Gori, Meryl Streep, Paul Newman, Lina Wertmüller e l'amministratore delegato della Fininvest. Ogni giocatore ha un proprio obiettivo (usare o meno certi attori, ottenere un certo compenso, rispettare il budget di produzione, ecc) e qualcuno conosce uno o più segreti degli altri giocatori. Il giocatore che interpreta Cecchi Gori decide, al termine delle discussioni, trattative, minacce (verbali) e accordi tra i giocatori, chi utilizzare per il film e quanti soldi offrirgli. A questo punto ognuno rivela il proprio obiettivo e si valuta chi è riuscito a raggiungerlo, più giocatori possono vincere, ma le condizioni di vittoria impediscono che tutti possano farlo.
A questi giochi sono seguiti altri soggetti autoprodotti: Carlo e Diana, Omicidio a Bologna, Rapina in banca, Calcio mercato, Questa sera si recita a soggetto, Riccardo Affinati ne metterà in distribuzione oltre sessanta titoli.
La rivista E Giochi (n. 10, novembre 1992) pubblica il gioco Delitto alla base antartica: un senatore è stato ucciso in un'isolata base antartica e i giocatori (tra cui si trova il colpevole) devono scoprire chi è prima dell'arrivo delle autorità.
In seguito molti scrittori si cimentarono in questa avventura, tra cui Remo Chiosso, Matteo Gambaro e Mauro Teragnoli insieme a Maurizio Mancini con due titoli pubblicati nella collana I Giochi del Duemila della Qualitygame (Giallo in casa Vernaschi e Gli Ultimi Templari). Altra ambientazione che riprendeva la cronaca del periodo fu Mani Pulite dove i giocatori si trovavano a rivivere l'alba del maxi processo che decretò la fine della Prima Repubblica. 
Sono tante le possibilità nei giochi di comitato e solo la fantasia pone dei limiti. Si va dai processi giudiziari alle simulazioni aziendali, dagli intrighi gialli alle situazioni di puro gossip. Interessante dal punto di vista didattico l'esperienza dell'associazione Fabbricastorie che realizza e pubblica 11 giochi di comitato sulla storia della Sardegna, mirati a un uso didattico anche se di interesse pure per i semplici giocatori.
Un sottogenere assai ricco, con diverse pubblicazioni professionali, è quello dei giochi di comitato di ambientazione investigativa, i Murder party (di cui il sopracitato Delitto alla base antartica è un esempio).

## Giochi pubblicati
A parte i murder party, sono pochi i giochi di comitato pubblicati in volume da case editrici italiane. Oltre ad essi vi sono parecchie autoproduzioni, anche di buona qualità.
- Interaxion di Renlô Sublett, ripreso dal numero 59 (giugno 1989) della rivista Jeux et Strategie e apparso (senza citare autore né fonte) in Giochi per Capodanno e altre feste comandate (Demetra 1994) e in Enciclopedia dei giochi (Giunti Demetra 2006).
- Gli ultimi templari di Maurizio Mancini e Mauro Teragnoli (Qualitygame 1995)
- Gioca la storia - Undici giochi di comitato sulla storia della sardegna] a cura di Roberto "Rufus" Sedda (Fabbricastorie 2012)

Alcuni giochi di comitato appaiono anche su riviste specializzate in giochi.
- Omicidio a Bologna di Riccardo Affinati (GiocAreA n. 3, aprile 1998, Nexus Editrice)
- Mani pulite di Maurizio Mancini e Mauro Teragnoli (GiocAreA n. 5, luglio/agosto 1998, Nexus Editrice)
- Il grande Imis di Riccardo Affinati (Kaos, Nexus Editrice)
- Og il consiglio della rupe, di Lorenzo Trenti (PowerKaos n. 70, marzo 2001, Nexus Editrice)
- La noce di cocco di Matteo Gambaro (PowerKaos n. 74, gennaio 2002, Nexus Editrice, e Kaos-on-line)